# 白瀬海岸

ロス海・ロス棚氷の地図（アムンゼンとスコットによる1911-1912年の南極点到達ルートが記されている）。白瀬海岸はその北東部に位置する。内側に引かれた緯線が南緯80度線。

白瀬海岸（しらせかいがん、英語: Shirase Coast）は、南極大陸のロス棚氷北東部にあるロス海の海岸。1912年にこの海岸の付近で南極探検を行なった、日本の白瀬矗中尉に因む名称である。

## 地理
海を覆う棚氷によって陸地との境界が不明瞭になっている海岸線の一部であり、ロス棚氷東岸で最も北側にある区画である。
北はエドワード7世半島の北西端にあたるCape Colbeck（南緯77度7分・西経158度1分）、南はサイプル海岸と接続する南緯83度30分・西経155度00分付近に至る範囲を指す。北端のCape Colbeckで、マリーバードランドのサウンダース海岸と接する。
ロス棚氷とエドワード7世半島が接する地点にあるロス海の湾は大隈湾と呼ばれる。
白瀬海岸の北西沖（南緯76度40分・西経158度付近）には、この海岸に因んで名付けられた白瀬堆（Shirase Bank）がある。白瀬海岸西方の棚氷中にはルーズベルト島がある。

## 歴史
1912年1月、白瀬矗率いる日本の南極探検隊は、この海岸にほど近いロス棚氷上の開南湾・クジラ湾に上陸し、南緯76度56分・西経155度55分の地点からロス棚氷上を南極点に向けて進んだ。白瀬が「大和雪原」と命名した最南到達点（南緯80度5分・西経156度37分）は、白瀬海岸西方のロス棚氷上に位置している。「大和雪原」は国際的な地名としては認められている。
また、白瀬探検隊の別の隊（沿岸探検隊）のメンバーはエドワード7世半島に上陸し、半島北部にあるアレクサンドラ山脈の麓を探検している。「大隈湾」「開南湾」などのエドワード7世半島周辺の地名は、この時に白瀬によって命名された。
「白瀬海岸」（Shirase Coast）という命名は、1961年にニュージーランドの南極地名委員会 (New Zealand Antarctic Place-Names Committee) （NZ-APC）によって行われた。

## 白瀬に因む南極の地名
白瀬に因む南極の地名としては、白瀬海岸・白瀬堆のほか、昭和基地に近いリュツォー=ホルム湾奥の白瀬氷河（Shirase Glacier）がある。